# Raffaele Cappelli
Raffaele Cappelli (San Demetrio ne' Vestini, 23 marzo 1848 – Roma, 1º giugno 1921) è stato un politico e diplomatico italiano.

## Biografia

### Primi anni e carriera diplomatica
Nato a San Demetrio ne' Vestini nel 1848 da Luigi e Ludovica Franchi, di famiglia nobile, era fratello di Antonio e nipote di Orazio Antonio, nonno, e di Emidio, zio paterno. Nel 1872 si laureò in giurisprudenza all'università di Napoli ed entrò in carriera diplomatica: fu addetto onorario all'ambasciata di Londra, nel 1875 venne nominato addetto effettivo in quella di Vienna e nel 1877 ebbe il grado di segretario d'ambasciata presso quella di Berlino.

### Carriera politica
Alle elezioni politiche italiane del 1880 fu eletto alla Camera dei deputati per la prima volta e mantenne il seggio per dieci legislature consecutive, dalla XIV alla XXIV. Nel 1885 fu nominato segretario generale del Ministero degli affari esteri durante il governo Depretis VII con il ministro Carlo Felice Nicolis, conte di Robilant, con il quale aveva già lavorato in occasione della stesura del trattato della Triplice alleanza del 1882. Al 1º agosto 1889 risale la concessione del titolo di marchese avvenuta con regio decreto da parte di Umberto I di Savoia. All'inizio della XX legislatura, il 6 aprile 1897, diventò vicepresidente della Camera, incarico che ricoprì fino al 1º giugno, quando diventò ministro degli affari esteri nel governo di Rudinì V, durato però solamente 28 giorni. Fu quindi nuovamente vicepresidente della Camera per le legislature XXIII e XXIV, dal 25 marzo 1909 al 29 settembre 1919. Fu fortemente contrario all'interventismo, sostenendo le posizioni di Giovanni Giolitti e criticando aspramente Antonio Salandra e Sidney Sonnino, e non votò gli ordini del giorno favorevoli all'entrata dell'Italia nella prima guerra mondiale. Il 6 ottobre 1919 fu nominato Senatore del Regno, con la convalida avvenuta il 9 dicembre e il giuramento il giorno successivo.

### Altre attività
Svolse anche attività di possidente terriero, con cospicui interessi in particolare in Capitanata, e fu presidente della Società degli agricoltori italiani per quindici anni, tra il 1896 e il 1911, della Società geografica italiana, tra il 1907 e il 1915, e dell'Istituto internazionale di agricoltura, tra il 1910 e il 1920. A lui è inoltre dedicata la varietà di grano Senatore Cappelli, creata nel 1915 da Nazareno Strampelli.

### Vita privata
Si sposò con Céline Levi Hirsch ed ebbe un figlio, Luigi. Morì a Roma nel 1921.